# الصبي والوحش
الصبي والوحش (باليابانية: バケモノの子، بالروماجي: Bakemono no Ko) (بالإنجليزية: The Boy and the Beast)‏ هو فيلم أنمي ياباني من إخراج وتأليف مامورو هوسودا ومن إنتاج استوديو تشيزو، عرض في 11 يوليو 2015.

## القصة
تدور أحداث القصة عن فتى يدعى رين يبلغ من العمر تسع سنوات وقد توفيت والدته حديثا. مع عدم وجود أخبار عن والده ورفض العيش مع أوليائه القانونيين، يهرع رين إلى شوارع مدينة شيبويا، ويقضي وقته يسرق بعض الطعام وينام في زقاق، ويستعيد ذكريات عن جنازة والدته.
وفي أحد الايام يلتقي رين كوماتيتسو وهو وحش قادم من مملكة الوحوش ويقترح على رين أن يصبح تلميذه. على الرغم من معارضة رين بشدة إلا أنه يتبعه بدافع الفضول.

## الأداء الصوتي
كوماتيتسو (باليابانية: 熊徹، بالروماجي: Kumatetsu)
أداء صوتي: كوجي ياكوشو
رين (باليابانية: 蓮، بالروماجي: Ren)
أداء صوتي: أوي ميازاكي
كيوتا (باليابانية: 九太)
أداء صوتي: شوتا سوميتاني
كايدي (باليابانية: 楓)
أداء صوتي: سوزو هيروسه
تاتارا (باليابانية: 多々良)
أداء صوتي: يو أوزومي
هياكوشوبو (باليابانية: 百秋坊)
أداء صوتي: ليلي فرانكي
سوشي (باليابانية: 宗師)
أداء صوتي: ماساهيكو تسوغاوا
إيوزين (باليابانية: 猪王山)
أداء صوتي: كازوهيرو ياماجي
إيتشروهيكو (باليابانية: 一郎彦)
أداء صوتي: مامورو ميانو
 هارو كوروكي (أيام الطفولة)
جيرومارو (باليابانية: 二郎丸)
أداء صوتي: كابيه ياماغوتشي
موموكا أونو (أيام الطفولة)
تشيكو (باليابانية: チコ)
أداء صوتي: سومير موروهوشي
والد كيوتا
أداء صوتي: كيشي ناغاتسوكا
والدة كيوتا
أداء صوتي: كوميكو آسو

## وصلات خارجية
- الموقع الرسمي (باليابانية)
- الصبي والوحش على موقع IMDb (الإنجليزية)
- الصبي والوحش على موقع ميتاكريتيك (الإنجليزية)
- الصبي والوحش على موقع روتن توميتوز (الإنجليزية)
- الصبي والوحش على موقع نتفليكس (الإنجليزية)
- الصبي والوحش على موقع ألو سيني (الفرنسية)
- الصبي والوحش على موقع Turner Classic Movies (الإنجليزية)
- الصبي والوحش على موقع بوكس أوفيس موجو (الإنجليزية)
- الصبي والوحش على موقع فيلمافينيتي (الإسبانية)
- الصبي والوحش على موقع قاعدة بيانات الفيلم (الإنجليزية)
- الصبي والوحش على موقع ليتربوكسد (الإنجليزية)